# 球技 (2ちゃんねる・5ちゃんねるカテゴリ)
球技（きゅうぎ）は、匿名掲示板2ちゃんねる（2ちゃんねる (2ch.net)、2ちゃんねる (2ch.sc)、5ちゃんねる）のカテゴリの1つで、球技スポーツの情報を扱う。
当カテゴリ内にあるほとんどの板のローカルルールでは実況禁止厳守となっており、実況板あるいは実況ch内に属する各板を利用する。

## 歴史
- 1999年10月8日 - プロ野球板 (当時は野球板)新設
- 1999年11月20日 - 国内サッカー板 (当時はサッカー板)新設
- 2000年3月4日 - アンチ球団板 (当時は巨人板)新設
- 2001年2月27日 - バレーボール板新設
- 2001年4月18日 - サッカー板を国内サッカー板に板名変更、海外サッカー板新設
- 2001年10月18日 - ゴルフ板新設
- 2002年1月17日 - 野球板をプロ野球板に板名変更、野球総合板新設
- 2002年5月29日 - ワールドカップ板新設
- 2003年10月15日 - 野球殿堂板新設
- 2004年2月21日 - バスケット板新設
- 2004年4月13日 - サッカー日本代表板新設
- 2004年7月29日 - テニス板・ラグビー板 (当時はラグビー・アメフト板)・卓球板・ボウリング板新設
- 2004年8月14日 - ビリヤード板新設
- 2004年8月18日 - スポーツカテゴリを分割して球技カテゴリ新設
- 2004年9月6日 - 球界再編問題板新設
- 2006年8月2日 - 高校野球板新設
- 2008年8月31日 - その他球技板新設

## 掲示板
- 計19個の板からなる (2023年1月現在)

### プロ野球板
プロ野球板は日本プロ野球について語る板である。それぞれの球団について語るスレッドや、選手を応援するスレッドが存在する。元々は「野球板」という名称で1999年10月8日に設立され、野球全般の話題を扱っていたが、2001年にMLBとアマチュア野球用の野球総合板が創設されると、同時に「プロ野球板」へと改称された。
2002年に芸能スポーツ+板が設立され、速報性の高い話題は徐々にそちらで行われるようになる。2003年に野球殿堂板の設立により、懐かしい野球の話題もそちらへシフト、また川崎祭（2003年オールスターファン投票における川崎憲次郎へのネット投票推進運動）が発生した。2004年に球界再編問題板(現在の#球界改革議論板)が設立され、議論系や妄想系の話題がそちらへ移った。他のスポーツ系の板と同じサーバーに設置されていたが、前述の通り度重なる実況行為等の違反があったため、exサーバー（別名：懲罰鯖）に移転した。

### 球界改革議論板
球界改革議論板は2004年に発生した球界再編問題の際、スレッドが乱立したプロ野球板から再編関連の話題を独立させるために設置された。板が設置された当初はパ・リーグに比べ、あまり話題にならなかった経営不安定なセ・リーグ球団の身売り案や移設案が真剣に検討されていたりしたが、球界再編問題が落ち着いた現在では下火となっており、専らプロ野球やサッカーといったスポーツ番組の視聴率についての話題がほとんどである。
デフォルト名無しの由来は、元読売ジャイアンツオーナー・渡邉恒雄の再編問題に絡む発言である。ただし実際には「無礼な事を言うな(笑)。分を弁えにゃいかんよ、たかが選手が」が正しい。

### 野球殿堂板
野球殿堂板は日本のプロ野球の過去の出来事について語る板である。引退した選手や、監督、特定年度、あるいは年代のペナントレースや球団などのスレッドが存在する。なお、フォルダ名のmeikyuは名球会、名無しの「神様仏様名無し様」は「神様仏様稲尾様」に由来する。

### 野球総合板
野球総合板は日本のプロ野球・高校野球以外の話題全般を扱う。日本の大学野球・社会人野球や独立リーグ、韓国・台湾・キューバなど諸国の野球、国際大会、野球用具についてのスレッドも存在するが、大半はメジャーリーグに関するものである。
板の開設時期はイチローや松井秀喜がメジャーリーグに挑戦する時期と重なっており、この2人に関するスレッドが非常に多く作成されてきた。

### 高校野球板
高校野球板は日本の高校野球について語る板。元々は野球総合板の一分野に過ぎなかったが、高校野球人気に押されて独立した板である。特に春の選抜高等学校野球大会・夏の全国高等学校野球選手権大会の季節が迫ると訪問者が増える。

### アンチ球団板
アンチ球団やアンチ野球やアンチサッカーに関する話題を扱う板。

### 国内サッカー板
国内サッカー板は日本国内のサッカーについて語る板である。正式名称は「国内サッカー＠2ch掲示板」。「国内サッカー」を英訳すると「domestic soccer」となるので「ドメサカ板」と略される。J1・J2クラブそれぞれについて語るスレッドや、Jリーグの選手、Jリーグ入りを目指すJFLのクラブやその他アマチュアを応援するスレッドが存在する。かつては「サッカー板」として蹴球代表海外板と統一されており、サッカーネタならなんでも扱っていたが、2001年の分割以降は各クラブサポーターがそれぞれのスレッドに常駐する板としての性格が強まった。
Jリーグの話題をメインに扱う板なので、Jの試合のある週末には板が賑わい、住民の多いスレでは実況行為でスレッドが止められることもある。

### 日本代表蹴球板
サッカー日本代表に関する話題を扱う板。

### ワールドカップ板
ワールドカップに関する話題を扱う板。臨時鯖のため過去ログが保存されない。また、Jリーグ・浦和レッドダイヤモンズの「本スレ」が国内サッカー板から移転（現在もサッカー板自体にはレッズ本スレがあるが、ワールドカップ板のものの方がレスの勢いがある）している。

### 海外サッカー板
海外サッカー板は日本国外のサッカーについて語る板である。正式名称は「海外サッカー＠2ちゃんねる」。主にそれぞれの海外クラブについて語るスレッドや、海外の選手、海外でプレーする日本人を応援するスレッドが存在する。かつてはサッカー板として国内サッカー板などと統一されていたが、ユーザーの急激な増加により2001年に日本代表板＋海外サッカー板（板メニューでは蹴球代表海外）として分離された。その名の通り当初は日本代表ネタも扱っていた。2002年のワールドカップ板設立に伴い、現在の板名となる。
また、海外サッカー板には2ちゃんねる全体でも屈指の歴史と投稿数を誇る、「ようやく、しおらしくなってきた韓国サッカー」というスレがある。「しお韓」と呼ばれるこのスレは、サッカーを通じて韓国の情報が大量に流れてくるが、「予想の斜め上の行動を見せる」韓国人を見てAAを作ったり、サッカーの試合がなくても常に動きが絶えない。「ｼｵｶﾆｽﾀ」と呼ばれるこのスレの住人は、「しお韓ディフェンスライン」と自負するように異常なほど煽り耐性が高い。さらに、しお韓語と呼ばれるそのスレ特有の言葉を使う。(例としては語尾に~ﾆﾀﾞを付けて会話する。人名の場合は誤訳で生まれた言葉やわざと韓国風の名前に改編してあるのが殆どである。)
デフォルト名無し名は、1980年代に活躍したフランスの名選手ミシェル・プラティニの「サッカーに人種はない。下手な白人ほど黒人を差別する。」という発言に由来する。

### バスケット板
バスケットボールに関する話題を扱う板。

### テニス板
テニスに関する話題を扱う板。

### バレーボール板
バレーボールに関する話題を扱う板。

### ラグビー板
ラグビーに関する話題を扱う板。

### 卓球板
卓球に関する話題を扱う板。

### ボウリング板
ボウリングに関する話題を扱う板。

### ゴルフ板
ゴルフに関する話題を扱う板。

### ビリヤード板
ビリヤードに関する話題を扱う板。

### その他球技板
専用板がない球技に関する話題を扱う板。